# Nowoijerusalimskaja
Nowoijerusalimskaja (ros. Новоиерусалимская) – stacja kolejowa w miejscowości Istra, w rejonie istrińskim, w obwodzie moskiewskim, w Rosji. Położona jest na linii Moskwa – Siebież.
Nazwa pochodzi od pobliskiego monasteru Nowe Jeruzalem.

## Historia
Stacja powstała na początku XX w. na linii moskiewsko-windawskiej pomiędzy stacjami Snigiri i Rumiancewo. Początkowo nosiła nazwę Nowoijerusał (ros. Новоиерусал).